# Андреєв Василь Васильович
Васи́ль Васи́льович Андре́єв (26 січня 1861 — †26 грудня 1918) — російський музикант, виконавець-віртуоз на балалайці, організатор і керівник першого оркестру російських народних інструментів.
За проектом Андреєва була удосконалена старовинна балалайка, з якою він почав виступати в концертах з 1886. З ініціативи Андреєва в Росії були створені численні оркестри народних інструментів. Ім'ям Андреєва названо заснований ним оркестр народних інструментів (Ленінград).